# Myobranthus woelfleanus
Myobranthus woelfleanus là một loài thực vật có hoa trong họ Amaryllidaceae. Loài này được (Traub) ined. mô tả khoa học đầu tiên.